# オーリニャック文化

オーリニャック文化の範囲地図
（赤：主要な遺跡、ピンク：文化の分布地域）

オーリニャック（フランス）で発見されたスクレイパー

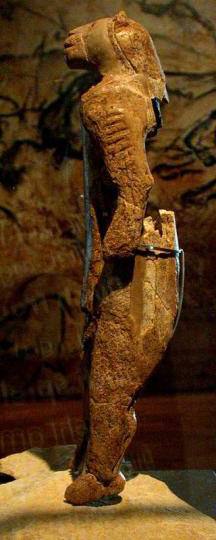
ドイツで発見されたライオン男。世界最古の擬人化された動物像。

オーリニャック文化（オーリニャックぶんか、英語：Aurignacian）はフランス・ピレネー地方を中心とする地域の旧石器時代後期に属する一文化。
ヨーロッパにおいて更新世の最後の氷期である第4氷期の第1亜間氷期から第2亜間氷期まで続いていた。

## 編年学について
20世紀当初、オーリニャック文化はムスティエ文化とソリュートレ文化 (en) の間に位置付けられたが、その後フランスの考古学者アンリ・ブルイユ (en) によって新しくこれらの文化を3期に区分し、それぞれシャテルペロン文化 (en) 、オーリニャック文化、グラヴェット文化 (en) と呼称する学説が提唱された。
また、1933年にダニー・ペイロニー（fr）によって提唱された、オーリニャック文化のみを5期に区分し、シャテルペロン文化とグラヴェット文化は連続した文化（ペリゴール文化 (en) ）とする説もある。
他方、オーリニャック文化の起源は西アジアであるとする説もあり、オーリニャック文化に関する編年学的問題はまだ解決されていない。

## 語源
1860年にエドゥアール・ラルテ (en) が発掘・調査した中部フランスのオーリニャック洞窟に基づき、ガブリエル・ド・モルティエ (en) によって命名された。

## 文化の特徴
代表的な石器は片刃の石刃、縦型の石匕、石のみ、刻刀などで、同型の石器の出土はヨーロッパの他、バルカン、西アジア、アフガニスタン、中国、ケニアなど、極めて広範囲で報告されており、今日の研究ではそれらが全て同じ文化であるという考えはとられておらず、ベルギーからスペインまで及びイタリアがオーリニャック文化の文化圏と考えられている。
これらの石器の大部分はブレードと呼ばれる細長く、薄い、左右の縁が平行である石片を加工して作ったもので、石刃技法と呼ばれる手法で作り出されたもの。
ブレード技法はあらかじめ形の整えられた石核から連続的に打ち剥されたもので、石核は円柱状か円錐状の形をとっている。
石器の他に使用された道具としては骨角製の針、錐、銛などがある。

## 担い手
30000年前のチェコや35000年前のベルギーの人骨からハプログループC1a2 (Y染色体)が検出されており、このタイプがヨーロッパで最古層としてオーリニャック文化を担ったと考えられる。
またヨーロッパ第二波のハプログループI (Y染色体)もこの文化を担った。

## その他
また、洞窟絵画や彫刻などが製作されたのはオーリニャック文化期からで、ドルドーニュ地方のラスコー洞窟に残る牛、馬、鹿の絵など、多彩な壁画が発見されている。
オーストリアのウィレンドルフからは石灰岩製の女性彫刻像、ヴィレンドルフのヴィーナスが発見されている。